# 英雄夢語り (ヒーローズ)
『英雄夢語り（ヒーローズ）』（原題："Heroes"）は、イギリスのミュージシャンであるデヴィッド・ボウイの11枚目のアルバム。
1977年10月14日にRCAよりリリースされた。現行のCDでは「ヒーローズ」という邦題であるが、LP時代は「英雄夢語り (ヒーローズ)」という邦題であった。
その後、1991年にEMI（米国ではRYKO）よりCD化され再発売されており、その際ボーナストラックとして未発表テイクが2曲追加収録されている。また、1999年にEMIより24ビット・デジタル・リマスタリング盤として再リリースされているが、ボーナストラックは収録されていない。

## 解説
前作『ロウ』と制作時期が近く、参加ミュージシャンの多くが共通しており、同じくベルリンで録音され、構成も似ている（両者ともインストゥルメンタル曲の比率が高い）為、姉妹作と言える（1979年発表の『ロジャー (間借人)』を含めて3部作とされるが、『ロウ』と今作の二つは特に作風が似ている）。前作に比べると、今作は内容がドラマチックでロック色が強い。
シングルにもなった表題曲はボウイの代表曲の一つで、ボウイがドイツ語とフランス語のそれぞれで歌っているバージョンが存在する他、多くのアーティストにもカバーされている（後述）。ボウイはベルリンの壁の傍で落ち合う恋人達（実際はトニー・ヴィスコンティと当時の彼の愛人だったという）の姿を見て、この曲の着想を得たと語っている。歌詞では、閉塞的な状況に置かれた男が「ヒーローズ」という言葉を儚い夢として用いており、その内容は英雄崇拝・英雄志向的なものではない。また、音楽的には当時のボウイが傾倒していたジャーマン・ロックの影響が見られ、実際表題曲はドイツのロック・バンド「ノイ!」の楽曲「Hero」からタイトルを拝借し、また、「V-2 Schneider」は同じくドイツのテクノポップグループであるクラフトワークのメンバー、フローリアン・シュナイダーにちなんで名付けられている。
なお、アルバム・ジャケットの写真は、鋤田正義の撮影。ボウイの不思議なポーズは、オーストリアの画家エゴン・シーレの自画像を真似たと言われる。このジャケットは2013年のアルバム『ザ・ネクスト・デイ』にそのまま引用されている。
英音楽誌NMEは、本作から「ヒーローズ」を「NMEが選ぶデヴィッド・ボウイの究極の名曲1〜40位」の1位に選んでいる。

## 収録曲
| #  | タイトル                                         | 作詞               | 作曲                                   | 時間 |
| -- | ------------------------------------------------ | ------------------ | -------------------------------------- | ---- |
| 1. | 「美女と野獣」(Beauty and the Beast)             | デヴィッド・ボウイ | デヴィッド・ボウイ                     | 3:35 |
| 2. | 「ライオンのジョー」(Joe the Lion)               | デヴィッド・ボウイ | デヴィッド・ボウイ                     | 3:06 |
| 3. | 「ヒーローズ」("Heroes")                         | デヴィッド・ボウイ | デヴィッド・ボウイ、ブライアン・イーノ | 6:07 |
| 4. | 「沈黙の時代の子供たち」(Sons of the Silent Age) | デヴィッド・ボウイ | デヴィッド・ボウイ                     | 3:18 |
| 5. | 「ブラックアウト」(Blackout)                     | デヴィッド・ボウイ | デヴィッド・ボウイ                     | 3:47 |

| #         | タイトル                                      | 作詞               | 作曲                                                       | 時間  |
| --------- | --------------------------------------------- | ------------------ | ---------------------------------------------------------- | ----- |
| 6.        | 「V-2 シュナイダー」(V-2 Schneider)           |                    | デヴィッド・ボウイ                                         | 3:10  |
| 7.        | 「疑惑」(Sense of Doubt)                      |                    | デヴィッド・ボウイ                                         | 3:56  |
| 8.        | 「モス・ガーデン」(Moss Garden)               |                    | デヴィッド・ボウイ、ブライアン・イーノ                     | 5:04  |
| 9.        | 「ノイケルン」(Neuköln)                       |                    | デヴィッド・ボウイ、ブライアン・イーノ                     | 4:33  |
| 10.       | 「アラビアの神秘」(The Secret Life of Arabia) | デヴィッド・ボウイ | デヴィッド・ボウイ、ブライアン・イーノ、カルロス・アロマー | 3:45  |
| 合計時間: | 合計時間:                                     | 合計時間:          | 合計時間:                                                  | 40:36 |

| #   | タイトル                                                                              | 作詞               | 作曲               | 時間 |
| --- | ------------------------------------------------------------------------------------- | ------------------ | ------------------ | ---- |
| 11. | 「アブドゥルマジード」(Abdulmajid (Previously unreleased track recorded 1976–79))     |                    | デヴィッド・ボウイ | 3:33 |
| 12. | 「ライオンのジョー（リミックス・ヴァージョン）」(Joe the Lion (Remixed version 1991)) | デヴィッド・ボウイ | デヴィッド・ボウイ | 3:08 |

## 参加ミュージシャン
- デヴィッド・ボウイ - ボーカル、キーボード、ギター、サクソフォーン、琴
- カルロス・アロマー - ギター
- ジョージ・マーレイ - ベース
- デニス・デイヴィス - パーカッション
- ブライアン・イーノ - シンセサイザー、キーボード
- ロバート・フリップ - ギター
- アントニア・マース - バッキング・ボーカル
- トニー・ヴィスコンティ - バッキング・ボーカル